# Megaselia flavistola
Megaselia flavistola is een vliegensoort uit de familie van de bochelvliegen (Phoridae). De wetenschappelijke naam van de soort werd voor het eerst geldig gepubliceerd in 1967 door Thomas Borgmeier.